# 乌鲁木齐职业大学
43°47′01″N 87°38′49″E / 43.78356°N 87.64707°E

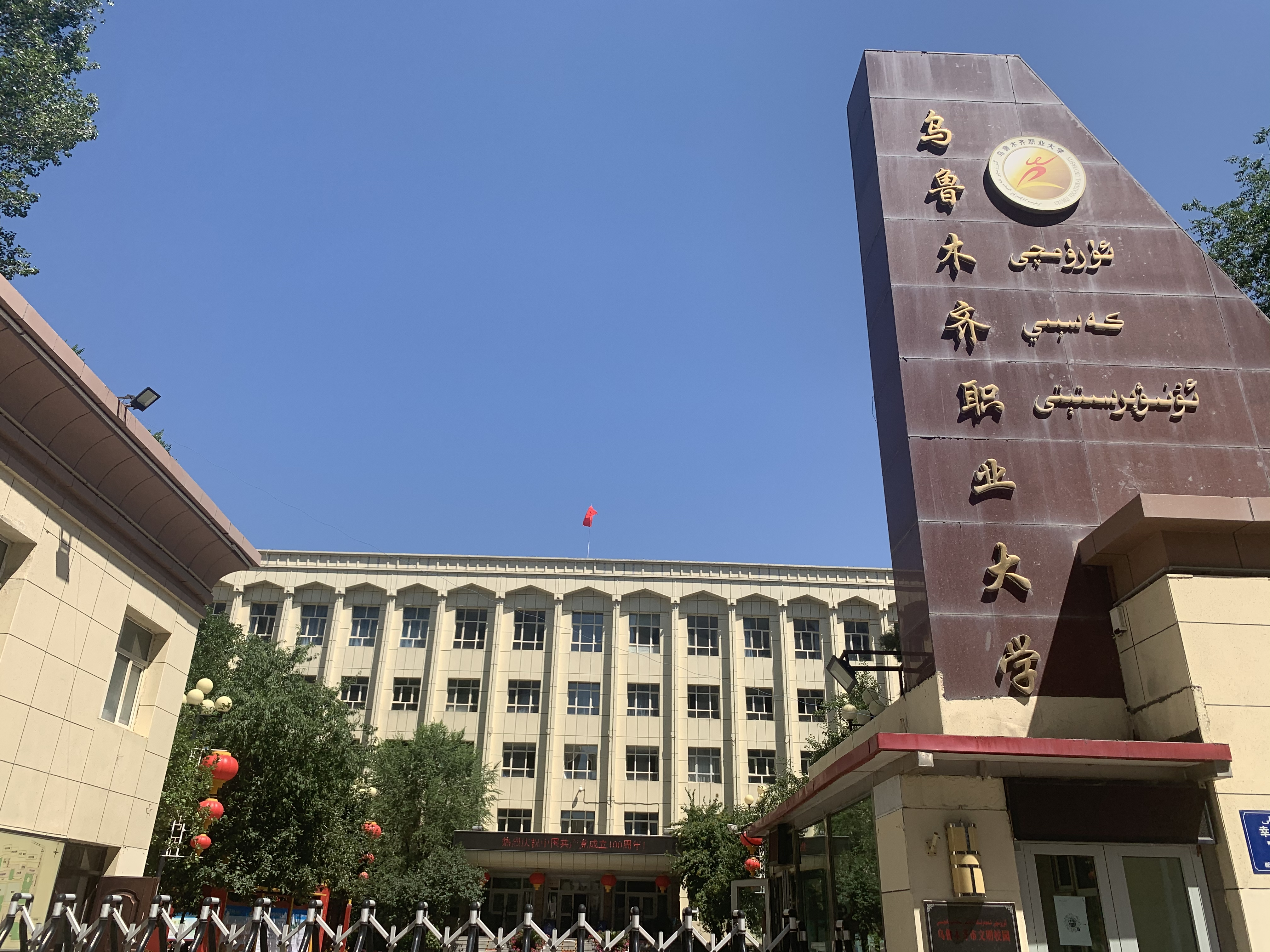
乌鲁木齐职业大学

乌鲁木齐职业大学是位于中国新疆维吾尔自治区乌鲁木齐市的一所全日制公办本科职业高等学校。它建立于1985年。2007年7月16日，乌鲁木齐职业大学与原乌鲁木齐成人教育学院合并，组建专科层次的乌鲁木齐职业大学。2025年2月21日，升格为职业本科学校。

## 校训
励志  笃学  强技  尚行